# Sand, Bas-Rhin
Sand là một xã thuộc tỉnh Bas-Rhin trong vùng Grand Est đông bắc Pháp.